# ライフ・アズ・ア・ブラックマン
ライフ・アズ・ア・ブラックマン（Life as a BlackMan）は、チャック・ソーヤー率いるアフリカ系アメリカ人経営のゲーム会社Underground Games Inc.によって設計、販売された人生ゲームに基づくボードゲームである。
このゲームの趣旨は、アメリカ合衆国での虐げられたマイノリティの人生から抜け出すべくもがく様を描くことである。
このゲームは寛容の教えの手段として販売促進された。
しかしながら、批評家は、『en:Ghettopoly』同様、アフリカ系アメリカ人に関するネガティブな固定観念を増長するだけだと非難している。

## ゲームの目的
プレイヤーは高校を卒業したばかりで社会に出てキャリアを構築しようとしている18歳のアフリカ系アメリカ人の男性としてゲームを始める。
ゲームを開始すると、プレイヤーは危険や遠回りのある数々の危うい地区を通り抜けなくてはならない。
プレイヤーはサイコロでスタートする地区を決める。
スタートの地区は、芸能界、黒人大学、軍隊、ゲットー、ウォールストリート、刑務所。
プレイヤーはサイコロでキャラクタータイプを決める。
キャラクタータイプには、創造性、知性、スポーツが含まれる。
プレイヤーのうち一人は政府にならねばならない。
政府はすべての給与を支払い、すべての自動車と法の操作を司り、刑務所のためのカードを読む。
どの地区、どのキャラクタータイプに関わらず、警官は全員を嗅ぎ回り、人種差別は常にプレイヤーの野心を妨げようと準備している。
ゲームの間、プレイヤーは善悪を知ることを求められる。
個々のプレイヤーは、教会を選ぶことも、犯罪の人生に堕ちる事もできる。
教会は勇気と導きを与えてくれる。
犯罪は重大で、金になるが頻繁な警官との遭遇、最終的には刑務所に導く。
もし一人のプレイヤーが十分な金を獲得していたら、ドリームチーム弁護士を雇うことができる。
もしそうでなければ、オーバーワークで大抵は当てにならない国選弁護士がつく。
自動車でも差異がつくので、プレイヤーは賢く乗り物を選ばねばならない。
SUV,中古車、ポンコツ、そして車無しが選べる。
車無しはリスキーである。何故なら、公共交通は当てにならないし、ダウンタウンを迂回するには車が必要だからである。
人生のあらゆる面での遠回りや道路封鎖、予期しないカーブを与えるアクションカードは360枚ある。
現金の山を築き裕福になることはこのゲームのゴールではない。
このゲームの唯一の目標は、終わりの無い円環から抜け出し、よい仕事を見つけ、自由に到達することである。
最初に自由に到達したものが勝者である。

## 用具類
1. ゲームボード（24" x 24"） 1枚
2. 刑務所ボード（9" x 12"） 1枚
3. 四面ダイス　1個
4. 六面ダイス　1個
5. 駒 6個
6. アクションカード　12組
  1. 芸能界カード　25枚
  2. 黒人大学カード　25枚
  3. 軍隊カード　25枚
  4. ゲットーカード 30枚
  5. ウォールスリートカード　25枚
  6. 教会カード　20枚
  7. 刑務所カード　25枚
  8. 人生カード　25枚
  9. キャリアカード　50枚
  10. 人種差別カード　25枚
  11. 犯罪カード　25枚
  12. 警察カード　25枚
7. キャラクタータイプカード 18枚
  1. 創造性　6枚
  2. 知性　6枚
  3. スポーツ　6枚
8. 移動カード　14枚
  1. "車無し"カード　5枚
  2. "ポンコツ"カード　3枚
  3. "中古の中型車"カード　2枚
  4. "新車のサブコンパクトカー"カード　2枚
  5. "新車のSUV"カード　2枚
9. 負債カード　3枚
10. ブラックマン・マネー　1包み

カードは合計360枚である。